# NGC 161
NGC 161 es una galaxia lenticular localizada en la constelación de Cetus. Fue descubierta el 21 de noviembre de 1886 por Lewis A. Swift.